# Газовий інфрачервоний обігрівач
Газовий інфрачервоний обігрівач — опалювальний прилад, що використовується для опалення приміщень та територій, за допомогою  інфрачервоного випромінювання. Інфрачервоне випромінювання є засобом прямого нагріву поверхонь, предметів і людей, але не віддає тепло повітрю. В основу роботи газового інфрачервоного обігрівача покладено принцип перетворення теплової енергії на енергію випромінювання в інфрачервоному спектрі . Газовий інфрачервоний обігрівач характеризується високим рівнем енергозбереження, рівень енергозбереження газових інфрачервоних обігрівачів найвищій серед будь-яких газових обігрівачів, саме тому такі обігрівачі розглядаються як елемент енергозбереження, та ощадливого використання енергоносіїв.
Найголовнішим показником, що визначає енергоефективність газового інфрачервоного обігрівача, є ККД випромінювання в інфрачервоному світловому діапазоні.  Показник  
ККД випромінювання відображає відсоток теплової енергії, що перетворилась на теплове випромінювання обігрівача і при цьому досягла об'єктів на які спрямоване випромвнювання.  Сучасні газові інфрачервоні обігрівачі видають у роботі ККД - 80%.

## Принцип дії
Газовий інфрачервоний обігрівач працює за таким же принципом як сонце обігріває землю. Тобто обігрівач при спалюванні газу проецює світло яке випромінюється на поверхні і предмети які знаходяться на його шляху. Інфрачервоні промені нагрівають поверхні і предмети, та не нагрівають при цьому повітря. Тому після початку нагрівання, поверхні і предмети віддають тепло повітрю.  В цьому полягає принцип роботи інфрачервоних обігрівачів і сама суть інфрачервоного опалення.
Саме тому інфрачервоний газовий обігрівач з однаковою ефективністю може використовуватися і в приміщенні, і як вуличний обігрівач – у будь-якому випадку теплова енергія буде витрачатися виключно на обігрів предметів та людей, а не навколишнє повітря.
При цьому методі опалення поверхні і предмети набувають температури що на
7-10°С. більша за навколишнє повітря.

## Конструкція
Головними елементами конструкції газового інфрачервоного обігрівача є:
- Корпус, в якому змішується газ і повітря, утворюючи газоповітряну суміш;
- Перфоровані жаростійкі керамічні плитки, на зовнішній поверхні яких відбувається спалювання отриманої суміші.

Одним із конструктивних різновидів газових інфрачервоних обігрівачів, що використовує той же принцип променистого нагріву, є інфрачервоні трубчасті газові обігрівачі, основними елементами конструкції якого є:
- Дутовий пальник, в якому змішується газ і повітря, утворюючи газо-повітряну суміш;
- Випромінювальні металічні труби всередині яких відбувається спалювання отриманої суміші.

## Плюси і мінуси
До переваг газових інфрачервоних обігрівачів відноситься їх надійність і компактність. А також їх перевагою є
зручність під час транспортування.
Газові інфрачервоні обігрівачі мають високий ККД. Відповідні обігрівачі є досить безпечними, звичайно, при дотриманні всіх правил експлуатації.

МІНУСИ
До недоліків можна віднести наявність відкритого вогню, згоряння кисню, виділення продуктів горіння. Саме тому до приміщення в якому буде працювати інфрачервоний газовий обігрівач висуваються значні вимоги.

## Історія створення

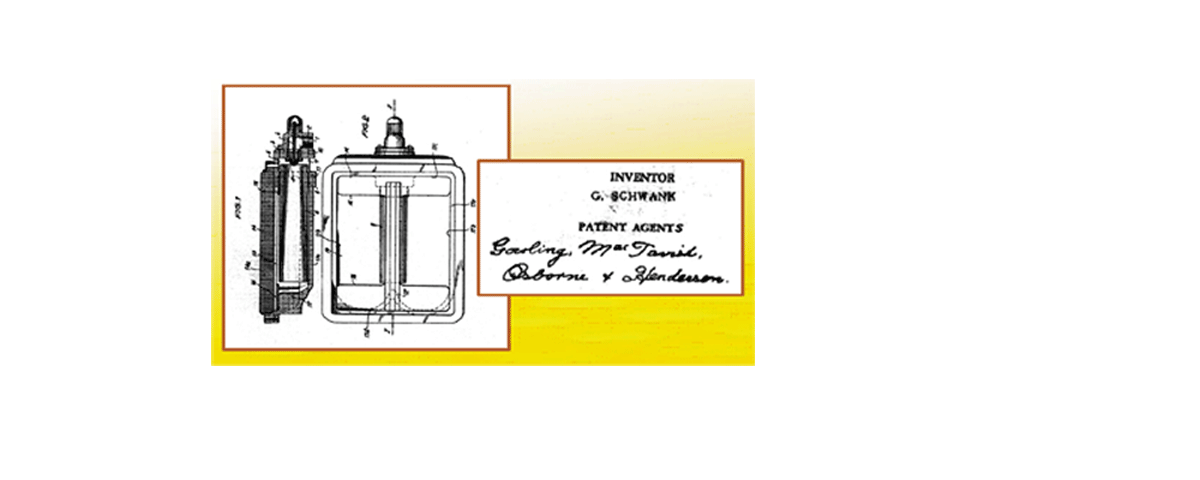
Патент № 1 інфрачервоного газового пальника

Перший газовий інфрачервоний обігрівач був винайдений і запатентований в 1938  році німецьким конструктором Гюнтером Шванком (сьогодні його ім'я носить найбільший світовий виробник інфрачервоного газового обладнання - компанія Schwank).

## Див також
- Опалення
- Інфрачервоний обігрівач
- Карбоновий обігрівач